# Łupki bitumiczne

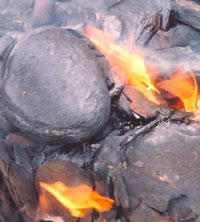
Płonące łupki bitumiczne na wybrzeżu w pobliżu Kimmeridge w Anglii

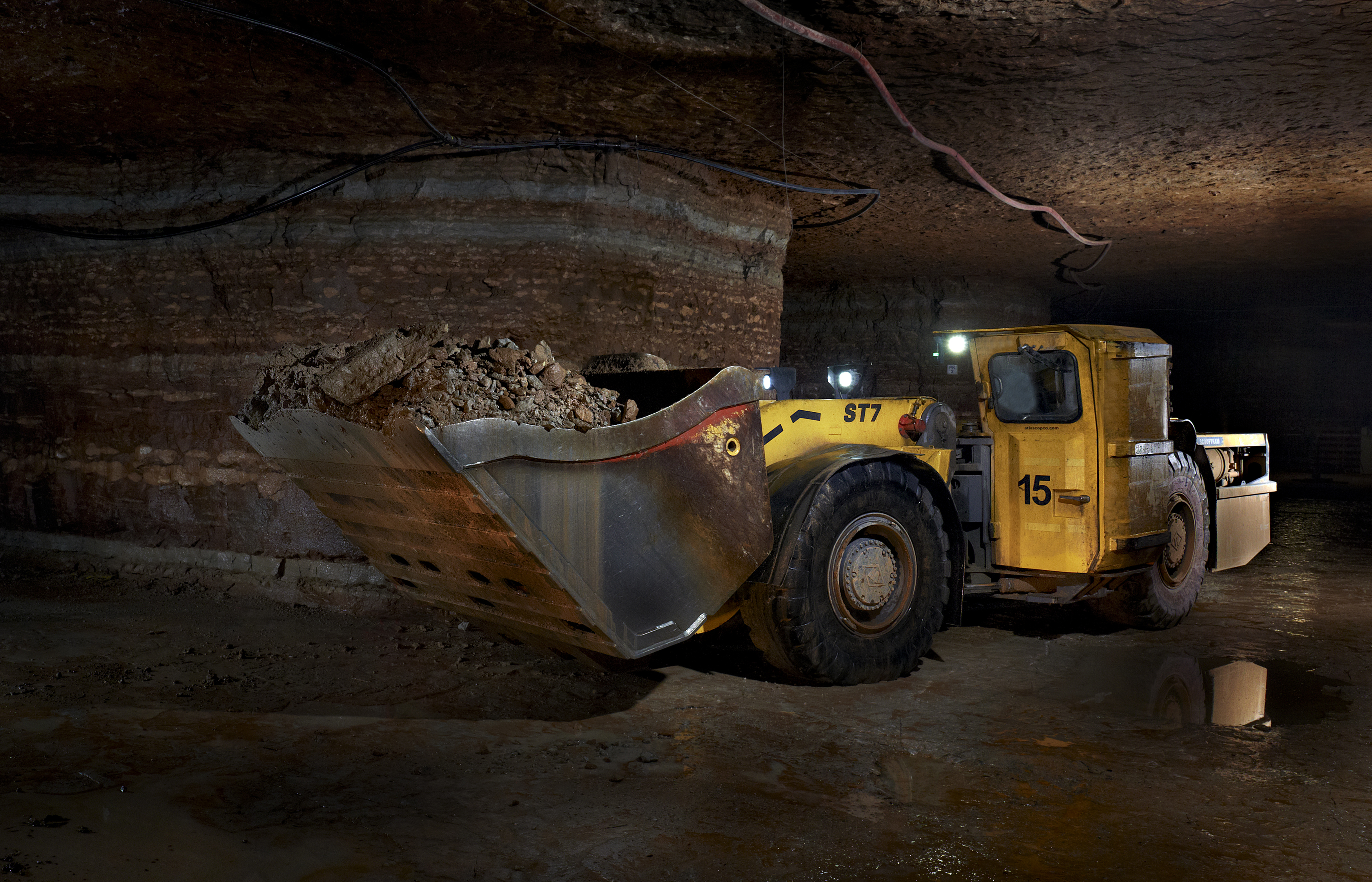
Wydobywanie łupków bitumicznych za pomocą ładowarki kopalnianej Scooptram ST7 marki Atlas Copco w kopalni Ojamaa należącej do estońskiego holdingu Viru Keemia Grupp

Łupki bitumiczne – rodzaj skały osadowej, odmiana łupków ilastych, nasycona bituminami (węglowodorami stałymi).
1 tona zawiera do 40 litrów materiałów ropopochodnych. 
Zasoby szacuje się na ok. 900 mld ton materiałów ropopochodnych w zawartych w łupkach bitumicznych.
Eksploatowane głównie w Estonii (70% światowego wydobycia), tam też znajdują się dwie największe na świecie elektrownie opalane tym paliwem. Łupki bitumiczne występują również w Szkocji.
Największe złoża łupków bitumicznych znajdują się w Stanach Zjednoczonych, głównie na terenie stanów: Utah, Wyoming i Kolorado. Stanowią one 62% wszystkich zasobów światowych (równowartość 800 miliardów baryłek ropy naftowej - trzykrotnie więcej niż całe zasoby ropy w Arabii Saudyjskiej). USA, Rosja i Brazylia łącznie posiadają 86% wszystkich dostępnych zasobów. 
Z wysokosiarkowych łupków bitumicznych uzyskiwany jest ichtiol.